# Sony Center
El Sony Center es un complejo de edificios comerciales construidos por Sony en la Potsdamer Platz de Berlín, Alemania. Abrió en el año 2000. 

## Historia

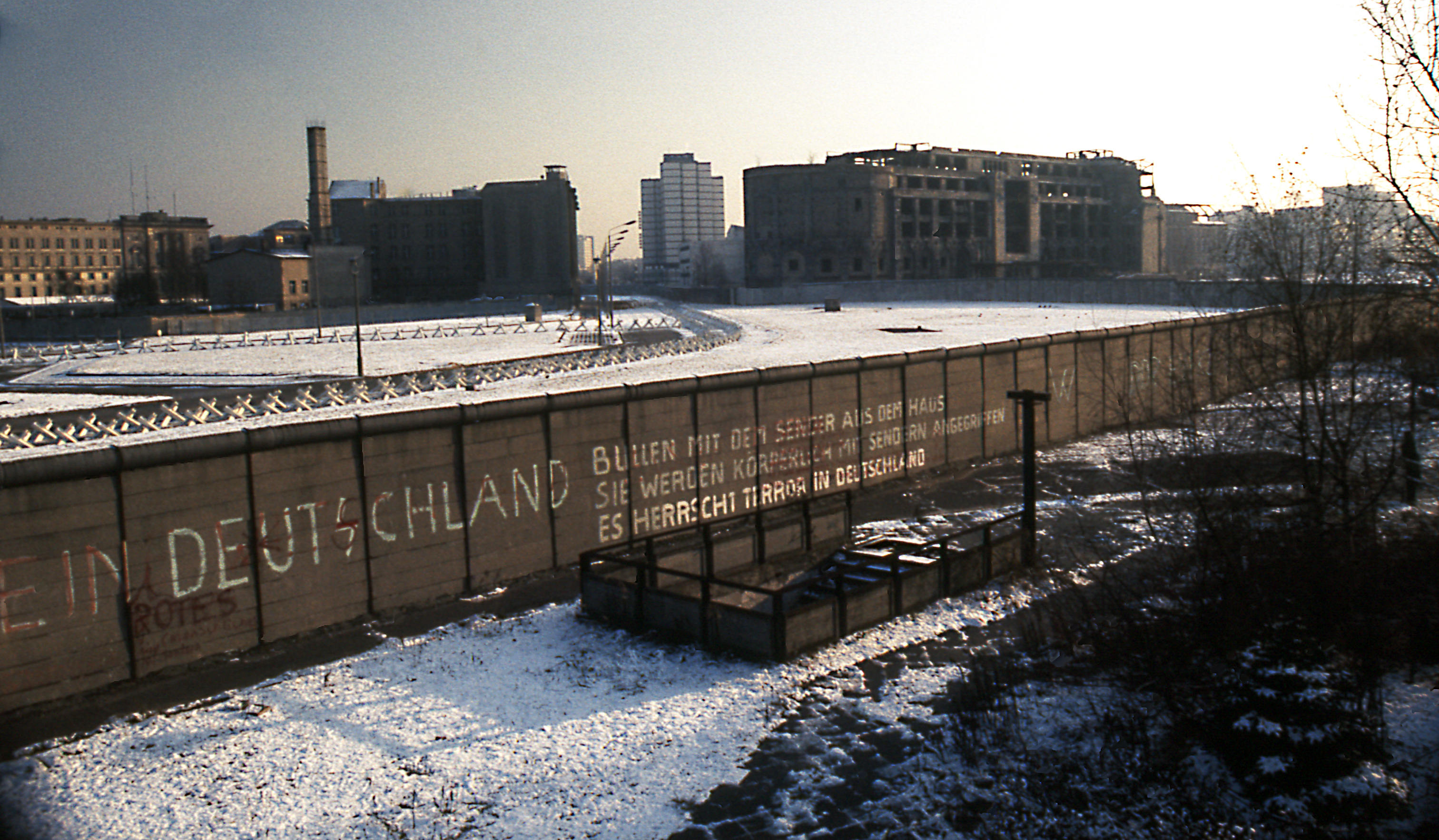
La Potsdamer Platz con el Muro de Berlín

El lugar era originalmente un ajetreado centro de la ciudad, a principios del siglo XX. Durante la Segunda Guerra Mundial, la mayoría de los edificios fueron destruidos. Cuando, en 1961, se levantó el Muro de Berlín, la plaza pasó a formar parte de la Franja de la Muerte, derribándose los pocos edificios que quedaban en pie e impidiendo que participase de la reconstrucción. Tras la caída del Muro, volvió a ser foco de atención de nuevo, al ser un enorme espacio (de alrededor de 60 hectáreas) céntrico y atractivo que había quedado disponible de repente en una gran capital europea. Como parte de los trabajos de reconstrucción de la zona, se construyó el Sony Center. Fue diseñado por Helmut Jahn y la construcción se terminó en el año 2000 con un coste de 75 millones de euros. En febrero de 2008, Sony vendió el Sony Center por menos de 60 millones a un grupo de empresas financieras americanas y alemanas, incluyendo el banco Morgan Stanley, Corpus Sireo y un afiliado de la John Buck Company.

## Atractivos
El Sony Center cuenta con una gran variedad de tiendas, restaurantes, una sala de conferencias, hotel, suites de lujo, oficinas, museos, cines, un teatro IMAX, un Legoland Discovery Centre y unos grandes almacenes de Sony. Hay Wifi gratuito en el interior. Durante los grandes eventos deportivos como el Mundial de Alemania 2006, el centro dispone una gran pantalla de televisión en la que los espectadores sentados en el gran espacio interior pueden ver los partidos. 
El Sony Center está situado cerca de la estación de metro y cercanías Berlin Potsdamer Platz, desde la que se accede fácilmente a pie. También está próximo a un gran centro comercial, un gran número de hoteles, la BahnTower, sede de la Deutsche Bahn, y un edificio de oficinas que tiene el ascensor más rápido de Europa.

## Galería
|                 |
| Cúpula interior |

|                              |
| Foro central del Sony Center |

|                                     |
| El mismo foro, en dirección opuesta |

|                     |
| Panorámica interior |

|             |
| Vista aérea |

|                             |
| Espacio interior del Center |